# María Teresa Álvarez de Toledo y Haro
María Teresa Álvarez de Toledo y Haro (18 de septiembre de 1691-15 de enero de 1755), fue una noble española, XI duquesa de Alba de Tormes, la primera mujer que ostentó el título y grande de España. 
María Teresa fue la hija de Francisco Álvarez de Toledo y Silva, X duque de Alba y de Catalina Méndez de Haro y Guzmán, VIII marquesa del Carpio y VIII condesa de Monterrey.
María Teresa Álvarez de Toledo fue considerada en su tiempo como «la más rica heredera de Europa», por lo que no era muy fácil ubicar a un miembro de la alta nobleza que tuviese las condiciones para que fuera su esposo y que poseyera los títulos y el poder económico similares a los que detentaba la Casa de Toledo.
El 9 de diciembre de 1712 casó con Manuel María José de Silva-Mendoza y Haro, X conde de Galve hijo de Gregorio María de Silva y Mendoza y María de Haro y Guzmán, quien si bien contó con la prosapia y el linaje adecuados pasó a llamarse Manuel María José de Silva y Toledo incorporando el apellido de su esposa al propio que además se mantuvo en los tres hijos que tuvo con la duquesa:
- Fernando de Silva y Álvarez de Toledo (1714-1778), XII duque de Alba de Tormes,[2] casado en 1732 con María Bernarda Álvarez de Toledo y Portugal, (1710-1733), X duquesa de Huéscar.
- María Teresa de Silva y Álvarez de Toledo, (1718-1790), casada el 26 de julio de 1738 con Jacobo Francisco Fitz-James Stuart y Colón de Portugal, III duque de Berwick, (1718-1785)
- Mariana de Silva y Álvarez de Toledo, casada con Pedro de Alcántara Alonso de Guzmán el Bueno, XIV duque de Medina Sidonia.

## Títulos de nobleza
- XI duquesa de Alba de Tormes, grande de España
- IV duquesa de Montoro, grande de España
- XII duquesa de Huéscar
- VI condesa-duquesa de Olivares, grande de España
- IX marquesa del Carpio, grande de España
- VII marquesa de Eliche
- X marquesa de Villanueva del Río
- IV marquesa de Tarazona
- XI marquesa de Coria
- XII condesa de Lerín, grande de España
- IX condesa de Monterrey, grande de España
- XII condesa de Osorno
- IX condesa de Ayala
- V condesa de Morente
- VII condesa de Fuentes de Valdepero
- XIII baronesa de Dicastillo, de San Martín, de Curton y de Guissens
- XII condestablesa de Navarra
- XV señora de Valdecorneja